# Tusker Football Club
El Tusker FC és un club de futbol kenyà de la ciutat de Nairobi.
El club és propietat d'East African Breweries i el seu nom fa referència a la marca Tusker, una cervesa de la companyia. El club s'anomenà Kenya Breweries fins al 1999.

## Palmarès
- Campionat de Kenya de Futbol:[1]

1972, 1977, 1978, 1994, 1996, 1999, 2000, 2007, 2011, 2012, 2016, 2021, 2022
- Copa del President de Kenya:[2]

1975, 1989, 1993
- CECAFA Clubs Cup:[3]

1988, 1989, 2000, 2001, 2008
- East African Hedex Super Cup: 2

1994, 1995